# Římskokatolická farnost Pohoří na Šumavě
Římskokatolická farnost Pohoří na Šumavě je zaniklým územním společenstvím římských katolíků v rámci českokrumlovského vikariátu českobudějovické diecéze. Farnost zanikla k 31. prosinci 2019, jejím právním nástupcem se stala farnost Benešov nad Černou. Ta je součástí většího farního obvodu spravovaného excurrendo z Kaplic.

## O farnosti

### Historie

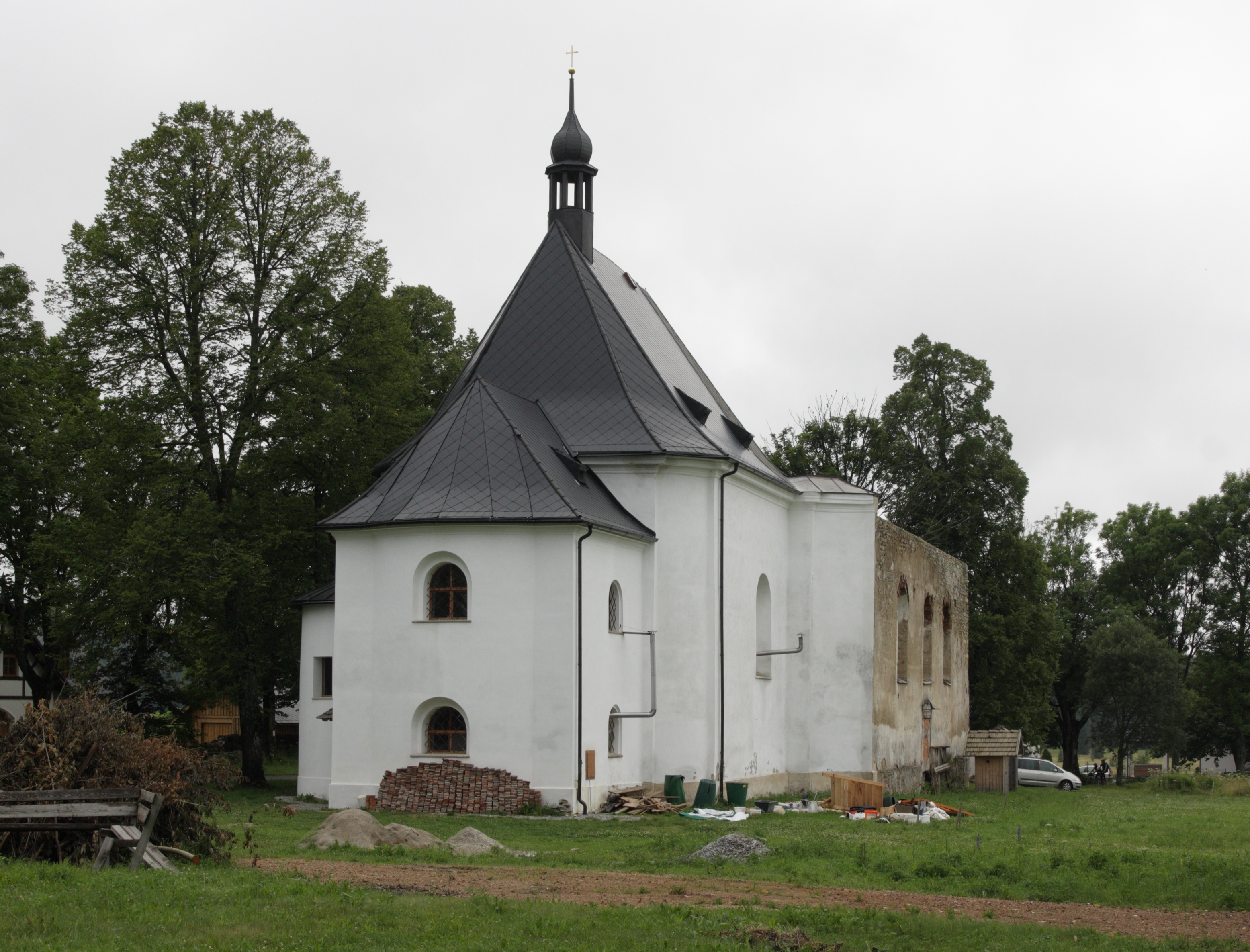
Kostel Panny Marie Dobré rady

V roce 1785 byla v Pohoří zřízena lokálie, která byla roku 1802 povýšena na samostatnou farnost. Matriční knihy byly vedeny ale již od roku 1779. Farní obvod tvořily v roce 1862 lokality Janovy Hutě, Jiřice, Pavlína, Pohoří na Šumavě, Skleněné Hutě a Stříbrné Hutě.
V roce 1948 bylo území farnosti zahrnuto do pohraničního pásma a v důsledku toho bylo celé Pohoří zdevastováno. Kostel se postupně změnil v ruinu a v roce 1999 se jeho věž zřítila na chrámovou loď. V následujícím období byl zazdívkou od zbytku kostela oddělen presbytář, který byl postupně zrekonstruován pro občasné bohoslužby či koncerty. Zdevastovaná fara byla zbořena v roce 2008 a na jejím místě byla postavená její replika.

### Současnost
V bývalém farním kostele Panny Marie Dobré rady se pravidelné bohoslužby konají na Velikonoční pondělí od 15.00 hodin. Poutní bohoslužby, sloužené většinou v němčině a určené pro místní rodáky, se konají v neděli druhý víkend v září. O svátku svatého Štěpána 26. prosince je zde program od 14.00 hodin. Rakouské občanské sdružení Bucherser heimat verein, jehož cílem je obnova kostela, zde koná různé akce.